# Listrognathus alticarinatus
Listrognathus alticarinatus là một loài tò vò trong họ Ichneumonidae.